# Louise Riddell
 (mars 2025).
Si vous disposez d'ouvrages ou d'articles de référence ou si vous connaissez des sites web de qualité traitant du thème abordé ici, merci de compléter l'article en donnant les références utiles à sa vérifiabilité et en les liant à la section « Notes et références ».
Cet article possède un paronyme, voir Louis Ridel.
Pour les articles homonymes, voir Riddell.
Louise Riddell, née le 8 août 1884 en Louisiane et morte le 27 juin 1958 à Los Angeles, est une joueuse de tennis américaine du début du XXe siècle. Elle est également connue sous son nom d'épouse Louise Riddell-Williams de 1907 à 1921 puis Louise Dudley à partir de 1922.
À trois occasions, elle a remporté l'US Women's National Championship, en double dames aux côtés de Mary Kendall Browne, en 1913, 1914 et 1921. 

## Palmarès (partiel)

### Titres en double dames
| No | Date       | Nom et lieu du tournoi                    | Catégorie | Surface      | Partenaire          | Finalistes                     | Score           |          |
| -- | ---------- | ----------------------------------------- | --------- | ------------ | ------------------- | ------------------------------ | --------------- | -------- |
| 1  | 09/06/1913 | US National Championships Philadelphie    | G. Chelem | Gazon (ext.) | Mary Kendall Browne | Dorothy Green Edna Wildey      | 12-10, 2-6, 6-3 | Parcours |
| 2  | 08/06/1914 | US National Championships Philadelphie    | G. Chelem | Gazon (ext.) | Mary Kendall Browne | Louise Hammond Edna Wildey     | 10-8, 6-2       | Parcours |
| 3  | 15/08/1921 | US National Championships Forest Hills    | G. Chelem | Gazon (ext.) | Mary Kendall Browne | Helen Gilleaudeau Aleta Bailey | 6-3, 6-2        | Parcours |
| 4  | 21/05/1927 | Pacific Coast Championships San Francisco |           | Terre (ext.) | May Sutton          | Winifred Suhr Marion Williams  | 6-1, 9-7        | Parcours |

## Parcours en Grand Chelem (partiel)
Si l’expression « Grand Chelem » désigne classiquement les quatre tournois les plus importants de l’histoire du tennis, elle n'est utilisée pour la première fois qu'en 1933, et n'acquiert la plénitude de son sens que peu à peu à partir des années 1950.

### En double dames
| Année | - | - | Championnat de France | Championnat de France | Wimbledon | Wimbledon | US National           | US National               |
| ----- | - | - | --------------------- | --------------------- | --------- | --------- | --------------------- | ------------------------- |
| 1913  | - | - | -                     | -                     | -         | -         | Victoire Mary Kendall | Dorothy Green Edna Wildey |
| 1914  | - | - | -                     | -                     | -         | -         | Victoire Mary Kendall | L. Hammond Edna Wildey    |
| 1921  | - | - | -                     | -                     | -         | -         | Victoire Mary Kendall | Gilleaudeau Aleta Bailey  |

Sous le résultat, la partenaire ; à droite, l’ultime équipe adverse.